# آلین ژیوان
آلین ژیوان (به انگلیسی: Alin Jivan) ژیمناست زادهٔ ۲ دسامبر ۱۹۸۳ میلادی اهل کشور رومانی است.